# خورخي إدواردو ماركيز
خورخي إدواردو ماركيز (بالإسبانية: Jorge Eduardo Márquez)‏ هو لاعب كرة قدم مكسيكي، ولد في 1 مارس 1989 في توريون في المكسيك. لعب مع نادي بويبلا.